# Мауро Галван
Мауро Галван (порт. Mauro Galvão; 19 грудня 1961, Порту-Алегрі) — бразильський футболіст, захисник. По завершенні ігрової кар'єри — тренер.

## Клубна кар'єра
У дорослому футболі Мауро дебютував в 1979 році, виграв чемпіонат Бразилії з футболу у складі «Інтернасьйонала». У 1986 році він переходить до клубу «Бангу». З 1987 виступає за «Ботафогу». Після чемпіонату світу 1990 в Італії, Мауро переїздить до швейцарського клубу ФК Лугано, де він відіграв шість сезонів відігравши 186 матчів та забив 26 голів. У 1996, повернувся до Бразилії в «Греміу», ще три роки відіграв за «Васко да Гама», завершив кар'єру футболіста у клубі «Греміу».

## Виступи за збірні
З 1980 по 1984 рік захищав кольори олімпійської збірної Бразилії. У складі цієї команди провів 12 матчів. У складі збірної був учасником футбольного турніру на Олімпійських іграх 1984 року у Лос-Анджелесі, ставши срібним призером.
1986 року дебютував в офіційних матчах у складі національної збірної Бразилії.
У складі збірної був учасником чемпіонату світу 1986 року в Мексиці, домашнього розіграшу Кубка Америки 1989 року, здобувши того року титул континентального чемпіона, чемпіонату світу 1990 року в Італії.
Протягом кар'єри у національній команді, провів у формі головної команди країни 26 матчів, голів не забивав.

## Кар'єра тренера
Під керівництвом Мауро Галвана перебували клуби: «Васко да Гама», «Ботафогу», «Наутіко Капібарібе» та «Віла-Нова».

## Титули і досягнення
- Чемпіон Бразилії: 4

«Інтернасьйонал»: 1979
«Греміу»: 1996
«Васко да Гама»: 1997, 2000
- Ліга Гаушу: 6

«Інтернасьйонал»: 1981, 1982, 1983, 1984
«Греміу»: 1996, 2001
- Ліга Каріока: 3

«Ботафогу»: 1989, 1990
«Васко да Гама»: 1997
- Кубок Швейцарії з футболу: 1

«Лугано»: 1992-1993
- Кубок Бразилії з футболу 2

«Греміу»: 1997, 2001
- Турнір Ріо-Сан-Паулу 1

«Васко да Гама»: 1999

### Клубні міжнародні здобутки
- Рекопа Південної Америки: 1

«Греміу»: 1996
- Кубок Лібертадорес: 1

«Васко да Гама»: 1998
- Кубок Меркосур: 1

«Васко да Гама»: 2000

### Збірні
- Олімпіада

срібні медалі 1984
- Кубок Америки з футболу: 1

1989